# Ricardo Oliveira
Ricardo de Oliveira (né le 6 mai 1980 à São Paulo au Brésil) est un footballeur international brésilien, qui joue au poste d'avant-centre.

## Carrière en club

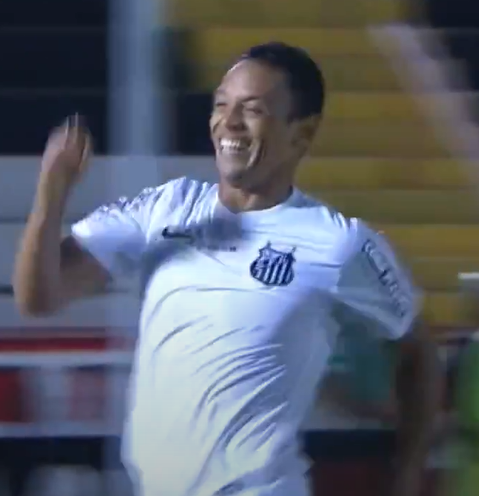
Ricardo Oliveira en 2015 avec le maillot de Santos

### Portuguesa
Oliveira commence sa carrière à Portuguesa, inscrivant 23 buts en 46 matchs avant d'être transféré au Santos Futebol Clube.

### Santos
Oliveira inscrit 4 buts en 14 matchs de championnat durant son bref séjour à Santos, avant d'être transféré au Valence CF. En tout, Oliveira joue 34 matchs pour Santos, inscrivant 22 buts, la plupart en Copa Libertadores durant la saison 2003. Ses buts permettent même à Santos de disputer la finale de l'épreuve continentale. Mais avec ses prometteurs coéquipiers (Alex, Léo, Renato, Diego, Néné, Elano, Robinho) il s'incline lors des deux manches de la finale face au Boca Juniors de l'argentin Tevez (2-0 à l'aller ; 3-1 au retour).

### Valence
Sous les ordres de Rafael Benítez, Oliveira inscrit 8 buts en 21 matchs de championnat, signant notamment une fantastique remontée de terrain lors d'un match face au FC Barcelone. Remportant la Coupe de l'UEFAface à Marseille et le Championnat d'Espagne, il est transféré à la fin de la saison au Real Betis Balompié.

### Real Betis Balompié
Au Real Betis Balompié, il inscrit 22 buts en 37 matchs de championnat pour sa première saison au club. Il remporte la Coupe d'Espagne (Copa del Rey) en inscrivant un but lors de la finale face à Osasuna. IL inscrit 5 buts au total dans cette compétition.
La saison suivante (2005-2006), Oliveira inscrit face à Anderlecht son premier but en ligue des champions. S'ensuivront deux autres, dont un superbe face à l'AS Monaco.
Malheureusement le buteur brésilien subit une grave blessure au genou lors d'un match de Ligue des champions face à Chelsea. Il ne dispute donc que 9 matchs de championnat lors de cette saison pour 4 buts inscrits. 

### São Paulo
À la suite de sa blessure, Oliveira est prêté en 2006 à São Paulo, pour essayer de gagner une place dans l'équipe qui disputera la Coupe du monde. Mais un temps de récupération plus long que prévu fait qu'il n'est pas retenu par le sélectionneur Carlos Alberto Parreira pour disputer le mondial 2006 qui se déroule en Allemagne alors qu'il était dans le groupe brésilien vainqueur de la Copa America 2004 et de la Coupe des Confédérations 2005. Lors de ce premier passage à Sao Paulo, il inscrit 5 buts dans le Brasileirao (Sao Paulo sera champion cette année-là) et un but en Copa Libertadores face aux mexicains de Chivas en demi-finale. .
Oliveira retourne au Real Betis Balompié 9 jours plus tard que prévu. Le retard provient d'un match qui a été décalé par la CONMEBOL, à savoir la finale de la Copa Libertadores face à l'Internacional Porto Alegre que le joueur désire disputer. Oliveira essaie d'avoir un arrangement avec Séville pour pouvoir disputer la rencontre, mais le club espagnol refuse. Oliveira ne peut donc pas jouer cette finale qui aurait constitué le match le plus important de sa carrière. Sans lui, Sao Paulo, tenant du titre, perd la finale (2-1 ; 2-2) face aux coéquipiers du jeune Rafael Sobis qui sera le successeur de Oliveira au Betis.

### Milan AC
Oliveira signe au Milan AC le 31 août 2006, soit le tout dernier jour de la période des transferts.
En réalité, Oliveira a déjà consenti à rejoindre les Rossoneri presque une semaine auparavant, mais le joueur est entré en contact avec Milan sans obtenir une autorisation préalable de la part du Betis. De plus, le président du Betis, Manuel Ruiz de Lopera, n'est pas d'accord sur le prix à payer par le Milan.  Le prix original du joueur est de 10 millions d'euros, le montant final obtenu par le Betis atteint les 15 millions d'euros plus un joueur, Johann Vogel.
À Milan, Oliveira a la très lourde tâche de faire oublier Andriy Shevchenko, parti à Chelsea. Sa saison chez les Rossoneri est d'ailleurs difficile, puisqu'il ne fait que 22 apparitions en Serie A et ne participe pas à la finale de la Ligue des champions remportée par le Milan. Il inscrit seulement 3 buts en Championnat.

### Real Saragosse
N'ayant pu s'imposer dans l'effectif pléthorique du Milan AC, il retourne à la fin de la saison en Espagne, au Real Saragosse précisément, où il est prêté pour une saison. Sous ses nouvelles couleurs il inscrit un nombre honorable de 17 buts en 38 matchs de championnat, terminant par la même occasion meilleur buteur du club et formant, avec le puissant buteur argentin Diego Milito l'une des paires d'attaque les plus prolifiques de la Liga. Malgré ce duo, le club est relégué à l'issue de la saison en deuxième division.
Le 25 mai 2008, par le biais d'une déclaration sur son site officiel, le Real Saragosse confirme qu'il lève l'option d'achat sur le joueur pour 11 millions d'euros pour un contrat portant sur les 4 prochaines saisons. Le but de cet achat est en réalité de faire une plus value sur le joueur : Saragosse, relégué en deuxième division espagnole et souhaite pouvoir vendre son attaquant au prix fort.
Mais malgré tout, le temps passe, et Oliveira reste à Saragosse. Le joueur débute donc la saison 2008-2009 en deuxième division espagnole. Durant les cinq premiers mois, il inscrit 9 buts en 18 rencontres de championnat, soit une moyenne d'un but tous les deux matchs.

### Retour à Séville
En janvier 2009, tout à la fin du mercato d'hiver, Oliviera quitte Saragosse, et revient au Real Betis Balompié, où il avait déjà joué deux saisons. Le joueur signe un contrat de 3,5 ans et l'indemnité de transfert s'élève à 8,977 millions d'euros. Il réalise une bonne moitié de championnat sur un plan personnel car il inscrit 6 buts en 16 matchs, mais connaît une nouvelle fois la relégation à l'issue de la saison.

### Les Émirats
Il signe le 19 juillet 2009 aux Émirats arabes unis à Al Jazira pour 14 millions d'euros et un contrat de 3 ans. Il touchera 4.5 M€ pour ces 3 saisons.

### Retour à Sao Paulo
Au début de l'année 2010, il est prêté par le club du Golfe à Sao Paulo. En copa Libertadores, il atteint les demi-finales de la compétition mais Sao Paulo s'incline face à l'Internacional Porto Alegre malgré un but du joueur à l'aller (2-1/0-1). En championnat, Sao Paulo réalise un parcours peu convaincant puisqu'il termine seulement à la 9e place, tandis que Ricardo Oliveira inscrit seulement 7 buts. À l'issue de Sao Paulo qui souhaite le garder ne peut pas payer l'indemnité de transfert réclamée, de même que son ex-club également intéressé par le transfert. De fait le joueur retourne à Al Jazira.

## Parcours en Seleção
Olivera fait ses débuts en équipe du Brésil contre catalan XI le 25 mai 2004, inscrivant un but. Cependant, ce match n'est pas considéré comme un match amical "officiel" par la FIFA. Sa première cape n'est donc officiellement gagnée que durant la Copa América 2004 face au Chili (victoire 1-0 but de Luis Fabiano). Le brésil remporte la Copa America et Olivera inscrit un but en quart de finale face au Mexique pour une victoire éclatante du Brésil 4-0.
Le Brésil remporte l'épreuve mais Ricardo Oliveira n'entre pas en jeu.
Oliveira est ensuite régulièrement sélectionné, en compagnie de joueurs tels que Ronaldo, Adriano et Robinho. Il participe à la Coupe des confédérations 2005 se déroulant en Allemagne, que son équipe remporte. Mais il n'est pas retenu pour participer à la Coupe du monde 2006, à la suite d'une grosse blessure. Il passe alors un an sans être appelé en sélection nationale. Il est finalement rappelé par le nouvel entraîneur Dunga le 15 novembre 2006 pour un match amical face à la Suisse. Il connaît une nouvelle sélection face au Ghana début 2007, mais n'est pas retenu pour la Copa America qui clôt la saison. C'est à ce jour sa dernière sélection. Entre blessures et choix de carrière douteux, Ricardo Oliveira est sans doute passé à côté d'une carrière beaucoup plus glorieuse. L'attaquant de Santos, est à nouveau convoqué par Dunga à la suite d'une blessure de Roberto Firmino pour les deux premiers matchs de qualification pour la Copa américa 2018.

## Statistiques

### Buts internationaux
| 0     | Date | Lieu | Compétition | Résultat | Adversaire | Détail | Détail | Détail | Sél. |
| ----- | --- | --- | --- | --- | --- | --- | --- | --- | --- |
| 1er   | 18 juillet 2004 | Estadio Miguel Grau, Piura, Pérou                                                                                        | Quart de finale de la Copa América 2004                                                                                  | V 0-4 | Mexique | 87e | du pied gauche | 0-4 | 3e |
| 2e    | 9 février 2005 | Hong Kong Stadium, Hong Kong, Chine                                                                                      | Coupe Carlsberg 2005 (en)                                                                                                | V 1-7 | Hong Kong | 45e | du pied droit | 0-3 | 4e |
| 3e    | 9 février 2005 | Hong Kong Stadium, Hong Kong, Chine                                                                                      | Coupe Carlsberg 2005 (en)                                                                                                | V 1-7 | Hong Kong | 58e | du pied gauche | 0-5 | 4e |
| 4e    | 13 octobre 2015 | Estádio Castelão, Fortaleza, Brésil                                                                                      | Éliminatoires Coupe du monde 2018                                                                                        | V 3-1 | Venezuela | 74e | de la tête | 3-1 | 13e |
| 5e    | 29 mars 2016 | Estadio Defensores del Chaco, Asuncion, Paraguay                                                                         | Éliminatoires Coupe du monde 2018                                                                                        | N 2-2 | Paraguay | 79e | du pied droit | 2-1 | 16e |
| Total | 5 buts (2 du pied droit, 2 du pied gauche et 1 de la tête), en 16 sélections entre le 8 juillet 2004 et le 29 mars 2016. | 5 buts (2 du pied droit, 2 du pied gauche et 1 de la tête), en 16 sélections entre le 8 juillet 2004 et le 29 mars 2016. | 5 buts (2 du pied droit, 2 du pied gauche et 1 de la tête), en 16 sélections entre le 8 juillet 2004 et le 29 mars 2016. | 5 buts (2 du pied droit, 2 du pied gauche et 1 de la tête), en 16 sélections entre le 8 juillet 2004 et le 29 mars 2016. | 5 buts (2 du pied droit, 2 du pied gauche et 1 de la tête), en 16 sélections entre le 8 juillet 2004 et le 29 mars 2016. | 5 buts (2 du pied droit, 2 du pied gauche et 1 de la tête), en 16 sélections entre le 8 juillet 2004 et le 29 mars 2016. | 5 buts (2 du pied droit, 2 du pied gauche et 1 de la tête), en 16 sélections entre le 8 juillet 2004 et le 29 mars 2016. | 5 buts (2 du pied droit, 2 du pied gauche et 1 de la tête), en 16 sélections entre le 8 juillet 2004 et le 29 mars 2016. | 5 buts (2 du pied droit, 2 du pied gauche et 1 de la tête), en 16 sélections entre le 8 juillet 2004 et le 29 mars 2016. |

## Palmarès

### En club
| Valence CF - Championnat d'Espagne - Champion en 2004 - Coupe UEFA - Vainqueur en 2004 |  | Real Betis - Coupe d'Espagne - Vainqueur en 2005 (en) |  | AC Milan - Ligue des champions - Vainqueur en 2007 |  | Al-Jazira - Coupe de Ligue émiratie - Vainqueur en 2010 (en) - Coupe des Émirats arabes unis - Vainqueur en 2011 (en) et 2012 (en) - Championnat des Émirats arabes unis - Champion en 2011 |  | Santos FC - Championnat de São Paulo - Champion en 2015 (en) et 2016 (en) |

### En sélection
| Brésil - Copa América - Vainqueur en 2004 - Coupe des confédérations - Vainqueur en 2005 |

### Distinctions personnelles
- Meilleur buteur de la Copa Libertadores en 2003 (9 buts)
- Meilleur buteur de la Ligue des champions d'Asie en 2012 (12 buts)
- Meilleur buteur de Série A en 2015 (20 buts)